# Biblia de familia
Una Biblia de familia es una Biblia transmitida por una familia, con cada generación sucesiva registrando información sobre la historia de la familia en su interior. Por lo general, esta información incluye nacimientos, bautismos, confirmaciones, matrimonios y fallecimientos. Otras cosas, como cartas, recortes de periódicos y fotografías, también pueden encontrarse en una Biblia familiar. En el Reino Unido fueron comunes durante la época victoriana y también se encuentran en los Estados Unidos, Australia y Nueva Zelanda. A menudo se utilizan como fuentes de investigación genealógica.